# Daniel Provencio
Daniel Provencio Azcune (Madrid, Comunidad de Madrid, España, 7 de octubre de 1987) es un futbolista español. Juega de centrocampista y su equipo es el Racing Madrid City F. C. de la Preferente Madrid.

## Trayectoria
Debutó en Segunda División, y en el fútbol profesional, con el Rayo Vallecano ante la Unión Deportiva Las Palmas en una victoria rayista por 3-2 en abril de 2010.
La temporada 2011-12 jugó en el Getafe Club de Fútbol "B". En 2012 fichó por el Levante Unión Deportiva "B".
Posteriormente pasó por el Club Deportivo Mirandés, el Elche Club de Fútbol, con el que logró ascender a Segunda División, la Unión Deportiva Ibiza, el Club Lleida Esportiu y Las Rozas C. F. antes de regresar en septiembre de 2021 al Club Deportivo Colonia Moscardó.
En agosto de 2022 se unió al Racing Madrid City F. C., equipo que se había creado esa misma temporada y que iba a competir en la Preferente Madrid.